# Relations entre l'Australie et la Nouvelle-Zélande
Les relations entre l'Australie et la Nouvelle-Zélande, parfois appelées relations trans-tasmanes, sont extrêmement proches à la fois par leur héritage colonial britannique commun (les deux pays étaient autrefois deux colonies de peuplement) et de par leur positionnement dans le monde anglo-saxon (Anglosphere en anglais).
Durant la guerre des Boers, la Première Guerre mondiale et la Seconde Guerre mondiale, les soldats néo-zélandais se sont battus aux côtés des soldats australiens.
Sur le plan économique, les deux pays ont signé en 1983 un accord de libre-échange, le « Closer Economic Relations » (CER).
Sportivement, une « rivalité fraternelle » s'est développée sur certains sports comme que le rugby ou le cricket.
Cet héritage commun se matérialise politiquement au travers du Commonwealth of Nations : les deux pays sont des monarchies constitutionnelles partageant le même chef d'État avec un régime parlementaire basé sur le système de Westminster.
La seule frontière terrestre entre l'Australie et la Nouvelle-Zélande est celle située entre les secteurs antarctiques du territoire antarctique australien et de la dépendance de Ross, deux revendications territoriales non reconnues par la majorité de la communauté internationale mais mutuellement reconnues entre les deux pays. Leur frontière maritime, située en mer de Tasman, est délimitée par un traité de 2004.
En 2017, les résultats d'un sondage mené par le Lowy Institute montrent que les australiens considèrent la Nouvelle-Zélande comme leur « meilleur ami » diplomatique, une position auparavant occupée par les États-Unis.

## Tableau comparatif
|                                     | Australie                                          | Nouvelle-Zélande                                                              |
| ----------------------------------- | -------------------------------------------------- | ----------------------------------------------------------------------------- |
| Blason                              |                                                    |                                                                               |
| Drapeau                             |                                                    |                                                                               |
| Population                          | 27 456 500                                         | 5 439 000                                                                     |
| Superficie                          | 7 741 200 km2                                      | 268 680 km2                                                                   |
| Densité de population               | 3 hab./km2                                         | 20 hab./km2                                                                   |
| Capitale                            | Canberra                                           | Wellington                                                                    |
| Forme de gouvernement               | Monarchie constitutionnelle parlementaire fédérale | Monarchie constitutionnelle parlementaire fédérale                            |
| Chef d'État                         | Charles III                                        | Charles III                                                                   |
| Gouverneur général                  | Sam Mostyn                                         | Dame Cindy Kiro                                                               |
| Premier ministre                    | Anthony Albanese                                   | Christopher Luxon                                                             |
| Langue officielles                  | Anglais (de facto)                                 | Anglais (de facto) Maori de Nouvelle-Zélande Langue des signes néo-zélandaise |
| Produit intérieur brut              | 1 740 milliards US$                                | 248 milliards US$                                                             |
| Produit intérieur brut par habitant | 64 546 US$                                         | 47 423 US$                                                                    |

## Histoire

### Préhistoire
L’histoire des Aborigènes d’Australie est généralement considérée comme remontant à au moins 40 000 à 45 000 ans. Les ancêtres des Maoris sont quant à eux arrivés en Aotearoa (nom maori de la Nouvelle-Zélande) par vagues successives, en waka depuis la Polynésie orientale entre environ 1320 et 1350,. Il n’existe aucune trace d’une rencontre ou interaction entre Aborigènes australiens et Maoris (ni avec les Moriori, habitants alors des îles Chatham) avant les explorations européennes des XVIIes et XVIIIes siècles en Australie. Concernant les structures sociales utilisées par les populations autochtones, on peut dire qu’il existe une langue Maori unique et que les iwi (ensemble social des tribus māories) ont pu se présenter comme une population unifiée, représentée par une monarchie. Ces caractéristiques ne s’appliquent toutefois ni aux langues aborigènes australiennes ni aux nombreux groupes qui composent la population aborigène d'Australie.

### Exploration européenne
Le premier débarquement européen sur le continent australien eut lieu lors du voyage de Willem Janszoon entre 1605 et 1606. Un autre néerlandais, Abel Tasman, au cours de deux voyages distincts entre 1642 et 1644, est reconnu comme le premier Européen à y avoir exploré plusieurs côtes et régions, notamment la Terre de Van Diemen qui sera renommée plus tard Tasmanie en son honneur. Le premier voyage de James Cook constitue la première circumnavigation de la Nouvelle-Zélande en 1769, ainsi que la découverte européenne et la première navigation côtière de l’est de l’Australie, entre avril et août 1770. La colonisation européenne de l’Australie et de la Nouvelle-Zélande, alors regroupées sous le nom de colonie de Nouvelle-Galles du Sud, débuta avec l’arrivée de la Première Flotte à Port Jackson le 26 janvier 1788, jour de l'Australia Day, la fête nationale australienne.
La Nouvelle-Zélande est séparée de la colonie de Nouvelle-Galles du Sud en 1840. À cette époque, sa population européenne compte environ 2 000 individus, principalement des missionnaires chrétiens, des chasseurs de phoques et des baleiniers. En Australie continentale en revanche, c'est la population pénitentiaire qui est particulièrement importante. L'île est utilisée comme colonie pénale de 1788 à 1868 et recevra entre ces dates environ 162 000 condamnés, regroupés dans des localités telles que Botany Bay. Bien que la Nouvelle-Zélande n’ait jamais été une colonie pénitentiaire, certaines colonies australiennes ne l’étaient pas non plus. En particulier, l’Australie-Méridionale fut fondée et peuplée de manière similaire à la Nouvelle-Zélande, toutes deux influencées par les idées du politicien Edward Gibbon Wakefield qui promeut la colonisation de peuplement comme outil d'ingénierie sociale.
Les deux pays ont connu des conflits internes persistants entre les populations autochtones et les colons, bien que ces conflits aient pris des formes bien différentes. En Nouvelle-Zélande, ils se sont manifestés de manière largement visible lors des Guerres maories, tandis qu’en Australie, ils se sont révélés dans les Guerres de la frontière. Alors que les iwi maoris avaient traversé les Guerres des Mousquets entre 1807 et 1839, les Aborigènes australiens n’avaient jamais connu de période comparable de guerres internes impliquant des armes modernes introduites par les Européens, ni avant ni après leurs propres affrontements avec les colons. Les deux pays ont également connu des ruées vers l’or au XIXe siècle, rendant particulièrement fréquents les échanges commerciaux et les déplacements entre colonies à cette époque,,.

### Indépendances
La Nouvelle-Zélande participe au Conseil fédéral d’Australasie (en) à partir de 1885 et s’investit pleinement aux côtés des autres colonies britanniques autonomes lors de la Conférence de 1890 et de la Convention de 1891, qui mèneront à la création de la Fédération de l'Australie. Finalement, elle décline l’invitation à rejoindre le Commonwealth d’Australie formé en 1901, restant alors une colonie autonome jusqu’à devenir le Dominion de Nouvelle-Zélande en 1907, avec d’autres territoires qui constitueront plus tard le Royaume de Nouvelle-Zélande, ce qui en fit de facto un pays indépendant. Lors des Jeux olympiques de 1908, du Festival de l'Empire (en) 1911 et des Jeux olympiques d'été 1912, les deux pays furent représentés en compétition sportive sous l’entité unifiée d' « Australasie ».
Les deux nations continuèrent à coopérer politiquement au XXe siècle, cherchant chacune à renforcer leurs relations, notamment commerciales, avec le Royaume-Uni. Cette coopération fut facilitée par le développement du transport frigorifique, qui permit à la Nouvelle-Zélande en particulier de bâtir son économie sur l’exportation de viande et de produits laitiers – deux secteurs également abondants en Australie – vers la Grande-Bretagne.
En janvier 1944, les deux nations scellèrent le Pacte de Canberra (en) dans le but de mener à bien la guerre contre les puissances de l’Axe pendant la Seconde Guerre mondiale et d’organiser l’administration de l’armistice ainsi que la gestion de mandats territoriaux après-guerre. Cet accord marque la création d’un Secrétariat permanent Australie - Nouvelle-Zélande, la coordination sur les questions d’intérêt commun, le maintien de commandements militaires séparés et une zone de défense commune dans le sud-ouest du Pacifique.
Selon le ministère des affaires étrangères australien, le volume des échanges entre les deux pays augmente d'environ 8 % par an depuis le début des années 1980, grâce notamment à l’accord de libre-échange CER de 1983. Cette évolution est également en partie le résultat de l’adhésion du Royaume-Uni à la Communauté économique européenne en 1973, restreignant ainsi l’accès des deux pays à leur principal marché d’exportation.

## Monnaie
Les conditions politiques au lendemain de la bataille de Waterloo en 1815 ont facilité une adoption informelle de la livre sterling en Nouvelle-Galles du Sud, ce qui s'est produit quelque temps plus tard en Nouvelle-Zélande et dans les régions d'Océanie. Après avoir adopté avec succès un étalon-or en 1821, le gouvernement britannique choisit en 1825 d'introduire la livre sterling et son système pré-décimal dans toutes ses colonies. De la seconde moitié du XIXe siècle jusqu’au déclenchement de la Première Guerre mondiale, une union monétaire, basée sur le souverain-or britannique, existait dans une partie de l’Empire britannique incluant l’Australie, la Nouvelle-Zélande et leurs dépendances.
En 1910, l’Australie introduit sa propre monnaie avec un taux de change fixe avec la livre sterling. La Grande Dépression de 1929 fut ensuite un catalyseur, forçant des changements spectaculaires dans les taux de change entre les différentes devises dérivées de la livre sterling, et menant à l'introduction de la livre néo-zélandaise en 1933. Les deux monnaies nationales font partie de la zone sterling à partir de 1939, jusqu'à son arrêt en 1972. Toutes deux ont ajusté leur taux de change, maintenant calée sur le dollar américain en 1971, l'Australie puis la Nouvelle-Zélande ayant déjà décimalisé leurs unités monétaires (respectivement le 14 février 1966 et le 10 juillet 1967), et remplaçant la livre par le dollar au taux de 1 £ = 2 $. Le dollar australien entre en vigueur en décembre 1983, tout comme le dollar néo-zélandais en mars 1985.
L'usage du dollar comme base de l'économie des deux pays, qui a rapproché la fusion des banques centrales et des systèmes de régulation économique, a mené à des discussions sur une potentielle conversion en une monnaie commune aux deux nations. Aucun résultat n'a toutefois été atteint à ce jour.

## Diplomatie
Les deux pays et leurs prédécesseurs coloniaux ont entretenu des relations diplomatiques amicales et ininterrompues tout au long de leur coexistence, du début du XIXe siècle jusqu'à nos jours. Ils sont membres fondateurs et permanents des Nations Unies et ont été membres fondateurs de la Société des Nations, dont ils sont restés membres jusqu'à sa dissolution. Il existe par ailleurs un degré élevé de similitude entre l'adhésion de l'Australie et celle de la Nouvelle-Zélande à des organisations internationales. Il existe un degré élevé de similitude dans leur co-appartenance à des organisations internationales et leur co-participation en tant que signataires de traités multilatéraux importants. Ils sont membres conjoints d'un certain nombre de blocs commerciaux influents, de forums, d'alliances militaires, d'accords de partage et d'interopérabilité, et d'associations régionales.
Les deux pays sont ainsi membres de l’Organisation mondiale du commerce, de la Coopération économique pour l'Asie-Pacifique, de l’Agence internationale de l'énergie atomique, du Sommet de l'Asie orientale, du Conseil de coopération économique du Pacifique (en), du Forum des îles du Pacifique, de la zone de libre échange de l'ASEAN, de la Conférence du désarmement, de la Cour pénale internationale, de l’Organisation pour l’interdiction des armes chimiques, d’Interpol, de l’Organisation mondiale de la propriété intellectuelle, du Fonds monétaire international, du Groupe de la Banque mondiale, de l’Initiative mondiale de lutte contre le terrorisme nucléaire (en), du Groupe de Cairns, de l’Initiative de sécurité en matière de prolifération, de l’Organisation hydrographique internationale, de l’Organisation maritime internationale, de la Commission baleinière internationale, de l’Organisation internationale pour les migrations, de l’Autorité internationale des fonds marins, du Fonds international de développement agricole, de l’OCDE, du Plan de Colombo, de la Banque asiatique de développement, du Secrétariat de la Communauté du Pacifique, du Programme régional océanien de l'environnement et de l’Organisation mondiale de la santé animale. Tous deux sont observateurs occasionnels auprès de l’ASEAN.
L'Australie et la Nouvelle-Zélande ont signé et ratifié le Pacte international relatif aux droits civils et politiques ainsi que ses premiers et deuxièmes protocoles facultatifs, la Convention contre la torture ainsi que son protocole facultatif (en), la Convention sur l'élimination de toutes les formes de discrimination à l'égard des femmes et son protocole facultatif, la première Convention de La Haye (l'Australie ayant également adhéré à la deuxième Convention de La Haye), la Convention des Nations Unies relative aux droits de l'enfant, la Convention de Vienne sur les relations diplomatiques, les Conventions de Genève, le Traité sur l'Antarctique, le Traité sur l'espace, la Convention de New York sur la réduction des cas d'apatridie, la Convention sur le génocide, le Traité sur la non-prolifération des armes nucléaires, la Convention sur l'interdiction des armes chimiques, la Convention sur l'interdiction des armes biologiques, le Traité d'interdiction des essais nucléaires, le Traité de Rarotonga, le Traité de Budapest, le Traité de l'OMPI sur le droit d'auteur, la Convention pour la lutte antitabac, la Convention sur le droit de la mer, la Convention sur la lutte contre la désertification, la Convention de Berne, la Convention universelle sur le droit d'auteur (en), l'Accord sur les ADPIC, l'Arrangement de Wassenaar, la Convention sur l'élimination de toutes les formes de discrimination raciale, la Convention-cadre sur les changements climatiques et le Protocole de Kyoto, le Traité d'Ottawa, l'Accord sur la conservation des albatros et des pétrels, la Convention ENMOD, la Convention de Londres sur la pollution marine, la Convention de Ramsar, la Convention de Paris pour la protection de la propriété industrielle, le Traité de coopération sur les brevets, la Convention unique sur les stupéfiants et la Convention sur les substances psychotropes. Tous deux ont voté contre l'adoption de la Déclaration sur les droits des peuples autochtones à l'Assemblée générale des Nations Unies et tous deux ont refusé de signer le Protocole facultatif à la Convention relative aux droits des personnes handicapées.
L'Australie, mais pas la Nouvelle-Zélande, est membre de l'Agence pour l'énergie nucléaire et de l'Institut international pour l'unification du droit privé, et est contractante au Traité sur le droit des brevets, à l'Arrangement sur la classification internationale des brevets, à la Convention sur le statut des apatrides et au Traité sur la Lune. Alors que l'Australie a signé et ratifié la Convention pour la protection des phoques de l'Antarctique, la Nouvelle-Zélande ne l'a jamais ratifiée.
De 1923 à 1968, les deux pays ainsi que le Royaume-Uni exercent la tutelle de Nauru en vertu de l'Accord sur l'île de Nauru (en). Entre 2001 et 2007, la Nouvelle-Zélande accepte le traitement de certains bateaux de migrants par bateau originellement dirigés vers l'Australie dans le cadre de la solution du Pacifique. La majorité des centres de traitement et de détention était toutefois concentrée sur l'île Christmas, l'île de Manus en Papouasie-Nouvelle-Guinée et à Nauru.
Les deux pays sont les principaux participants de la Mission régionale d'assistance aux Îles Salomon lancée en 2003.
Fin mai 2021, les Premiers Ministres Scott Morrison et Jacinda Ardern publient une déclaration commune à Queenstown, en Nouvelle-Zélande, affirmant une coopération bilatérale sur les questions liées au Covid-19 et aux questions de sécurité dans la région indopacifique. Ils y font également part de leurs inquiétudes concernant le conflit en mer de Chine méridionale et les droits de l’homme à Hong Kong et au Xinjiang,,. En réponse à la déclaration commune, le porte-parole du ministère chinois des Affaires étrangères, Wang Wenbin, critique dès le lendemain Canberra et Wellington pour leur prétendue ingérence dans les affaires intérieures chinoises,.

## Sport

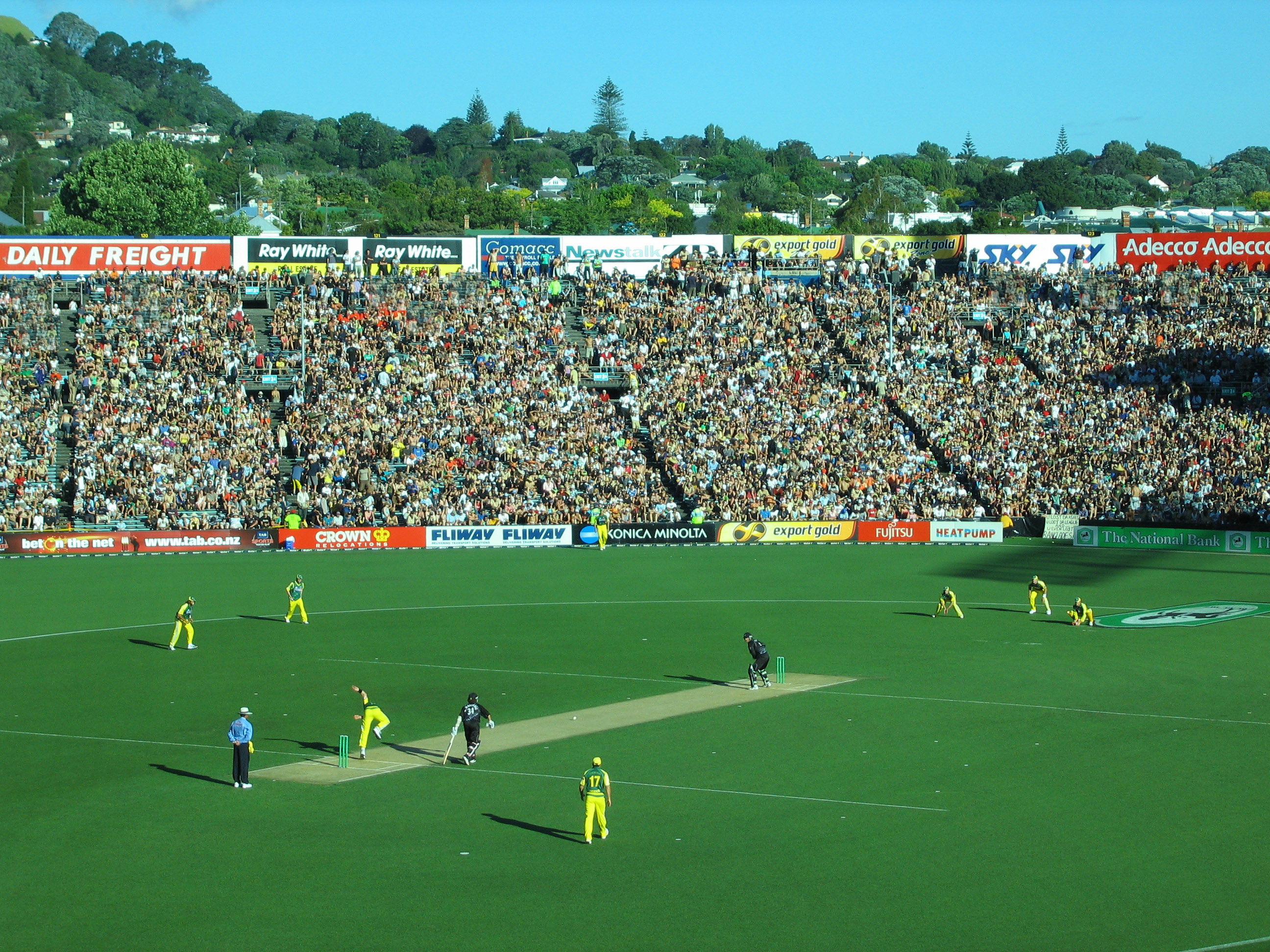
Nouvelle-Zélande - Australie en cricket à Eden Park

Des rivalités entre l'Australie et la Nouvelle-Zélande existent dans le cricket, le rugby à XV et à XIII, et au netball, sport dont la scène internationale est dominée par les deux pays. En rugby à XV, la rencontre entre les deux nations est l'une des plus jouées de l'histoire du rugby international, avec plus de 175 matchs joués. En football international, Australie - Nouvelle-Zélande était un match particulièrement attendu avant 2006, date du changement de confédération de l'Australie de l'Océanie vers l'Asie. Depuis, l'Australie rencontre des nations bien meilleures et construit en Asie de nouvelles rivalités, telles que celle face au Japon.
En cricket, le Trophée Chappell-Hadlee fait se rencontrer les deux équipes nationales chaque année. En football, la A-League australienne comporte deux clubs néo-zélandais à l'édition 2024-25, ce qui rend fréquents les matchs entre équipes de chaque pays. Une situation similaire existe en basket-ball avec la NBL ou en rugby à XV avec le Super Rugby.

## Opinion publique
Depuis 2007, la Nouvelle-Zélande se classe à la première place des pays perçus le plus favorablement par les australiens à chaque fois qu'elle est incluse dans le sondage annuel du Lowy Institute, avec un taux stable d'environ 85 % d'opinions positives.
Selon un sondage de 2016 réalisé par la compagnie d'assurances australienne 1Cover, 22 % des citoyens néo-zélandais auraient déjà été confondus avec des australiens à l'étranger. Seulement 4 % des australiens auraient connu la situation réciproque.